# Gråsten
Gråsten (en alemany Gravenstein) és una ciutat danesa del sud de la península de Jutlàndia, dins del municipi de Sønderborg que forma part de la regió de Syddanmark. La ciutat està situada a la riba de la part més interior del fiord de Flensburg, passat l'estret d'Egern.
A Gråsten hi ha el Palau de Gråsten que pertany a la corona danesa i és la residència d'estiu de la reina Margarida II.
Hi ha una varietat de poma que porta el nom alemany de la ciutat, la Gravenstein o Gravensteiner, tot i que en danès és coneguda com a Gråsten-æble.

## Història
Gråsten s'esmenta per primera vegada el 1648 sota el nom alemany de Gravenstein. La ciutat va créixer al voltant del castell. El 1936 el rei Frederic IX va iniciar el costum d'utilitzar el palau com a residència d'estiu.
La vila havia estat la seu d'un municipi homònim creat per la reforma territorial de 1970, aquest municipi va existir fins a l'1 de gener del 2007 quan va entrar en vigior una nova reforma territorial que va integrar l'antic municipi al de Sønderborg.